# Vega de Tirados
Vega de Tirados – gmina w Hiszpanii, w prowincji Salamanka, w Kastylii i León, o powierzchni 28,11 km². W 2011 roku gmina liczyła 200 mieszkańców.